# 森蒂納爾語
森蒂納爾語是居住於北森蒂納爾島上生活的森蒂納爾人的語言。目前尚未確定文法、子母音等語言細節，因此被歸類為未分類的語言。

## 狀態
由於森蒂納爾人不讓外人登上北森蒂納爾島，且對訪客抱持敵視態度，北森蒂納爾島上的實際人口數未知，一般估計約僅有100至250人，印度政府粗估島上僅住有約100人。因此使用森蒂納爾語的人數極少，本語言被列為瀕危語言。
據推測，北森蒂納爾島上的居民只說一種語言，並且極有可能屬於安達曼語系之一。可以推測他們的語言與加洛瓦語等翁格語有關，而不是大安達曼語。在有記錄的情況下，講翁格語的人被帶到北森蒂納爾島以嘗試交流，但最後發現他們無法聽懂居民所說的語言。據記載，賈拉瓦語和森蒂納爾語互不相通。